# Jacques Salteur
Jacques-Philibert Salteur, numéroté Jacques III, né en mars 1701 et mort le 3 février 1793 à Chambéry, est un magistrat et homme politique savoyard, notamment, sénateur, puis premier président du Sénat de Savoie.
Le roi Charles-Emmanuel III de Sardaigne élève son excellence Jacques-Philibert Salteur, premier président du Sénat de Savoie, à la dignité de comte pour lui et ses descendants, par lettres patentes du 13 octobre 1764.

## Biographie

### Origines
Jacques-Philibert Salteur est bâptisé le 8 mars 1701. Il est le fils d'Ignace Salteur-Balland (1652-1721) et de Françoise Chevilliard, fille de noble Claude Chevilliard, sénateur au Sénat de Savoie. Il a 3 frères Claude-Louis (1698-1762), moine feuillant à Lémenc ; Gaspard (1702-1755), sans alliance ni postérité ; et  Nicolas-Charle (1707-1716).
Il appartient à la famille Salteur, une famille bourgeoise ayant accéder à la noblesse au cours du XVIe siècle et dont ses membres ont fait carrière notamment dans la magistrature,.
Les grands-parents paternels de Jacques-Philibert sont Claude-Marie Salteur, (1605-1691) et Françoise de Tardy, à l'origine de la branche Balland qui s'éteindra en 1812.

### Carrière
Jacques Salteur est substitut-avocat des pauvres à Chambéry, dans les États de Savoie. Puis, le 24 février 1740, il est nommé avocat général, substitut du Sénat de Savoie, dont il est nommé sénateur le 26 avril 1749. Puis, le 5 juin 1754, il est nommé vibailli, pair et gouverneur du duché d'Aoste. Le 6 septembre 1760, il est président du Sénat et du consulat du Comté de Nice.  Et enfin, Jacques Salteur devient premier président du Sénat de Savoie le 9 octobre 1764 et ne sera plus désigné que sous le terme d'excellence traditionnellement attribué à cette fonction prestigieuse en Savoie. Il assumera cette charge pendant 26 ans jusqu'à l'âge de 89 ans. Le roi Victor-Amédée III de Sardaigne le nomme ministre d'État le 9 juillet 1790 et lui confère la commanderie de Saint-Charles et de la Bienheureuse Marguerite en Piémont.
Il meurt à Chambéry, le 3 février 1793, dans sa 92e année. Le chanoine Grillet relate qu'il réunissait des connaissances très étendues, une intégrité, un zèle pour le bien public et pour le service de la Justice, qui lui méritèrent, à juste titre, non seulement la confiance de ses souverains, mais encore le respect et l'amour de tous les habitants du duché de Savoie. 

### Les Royales Constitutions de 1770
Jacques Salteur est coauteur avec le président François-Xavier Maistre des Royales Constitutions de 1770.
Ce Code est la révision des Royales Constitutions de 1723, commencée en 1729, continuée depuis 1750 par des magistrats du Piémont et de la Savoie, entre autres, le président Maistre et le vieux chancelier Caissotti. 
Considérées comme une base fondamentale du droit public et civil de cette époque et comme une avancée majeure sur les législations des pays européens, les Royales constitutions de 1770 se divisent en six chapitres:
- 1°/: Code politique et religieux de la monarchie de Savoie. Sont traités tous les aspects du respect de la religion d'État, le statut des juifs et le fonctionnement du Sénat, qui est confirmé dans son droit de remontrance et de veto vis-à-vis du monarque.
- 2°/: Loi organique sur la magistrature, organisant la hiérarchie judiciaire depuis le Sénat de Savoie, jusqu'à l'avocat fiscal général et au substitut de l'avocat des pauvres, en passant par les juges de première instance et les magistrats inférieurs et les tribunaux de commerce.
- 3°/: Code de procédure civile.
- 4°/: Législation criminelle.
- 5°/: Législation civile.
- 6°/: Attributions de la Chambre des Comptes, du domaine royal, des droits féodaux, des mines, routes et forêts.

Les historiens considèrent cette législation comme un pas décisif dans la voie de l'unité et de l'aspiration au progrès du peuple savoyard.

## Famille
Jacques Salteur épouse en premières noces, le 29 novembre 1742, Jeanne-Françoise du Serre, fille de noble Jean-Marc du Serre, alias Dusserd, auditeur à la Chambre des Comptes de Grenoble. En seconde noces, il épouse le 17 septembre 1746, Anne-Marie Balland, fille de noble Jérome Balland, baron des Molettes.
Du second mariage sont issus :
- Marie-Claudine (née et morte en 1747).
- Françoise (née et morte en 1749).
- Jean-Baptiste (1750-1812), comte Salteur-Balland, avocat général, substitut, sénateur au Sénat de Savoie, chevalier de la Légion d'honneur. (Sans alliance ni postérité).
- Pauline-Christine, (19 octobre 1780) noble Étienne Le Blanc, major au régiment d'infanterie de Genevois, fils de Noble Louis-François Le Blanc.

## Armoiries

Armes de la famille

Les armes de la famille Salteur se blasonnent ainsi de gueules à la bande échiquetée d'or et d'azur de 3 traits accompagnée de 2 étoiles d'argent.

## Décoration
- Chevalier, grand-croix puis commandeur de l'ordre des Saints-Maurice-et-Lazare[1].

## Citation
« Jacques Salteur était une belle figure, le type même du magistrat grand seigneur. De superbe allure, de physionomie noble et martiale, aussi apte, dit-on, à manier l'épée qu'à porter l'hermine, il joignait les suprêmes élégances du gentilhomme de cour à toutes les qualités sérieuses d'un chef de Parlement. Diplomate habile, mais incapable d'une abdication, il tenait d'une main ferme les rênes de son gouvernement ; esprit doué de remarquables facultés, sans se piquer de science, il dirigeait les travaux du Sénat avec une autorité, une souplesse, une sagacité incomparable. »

François Descostes, extrait de Joseph de Maistre Avant la Révolution- Souvenirs de la Société d'Autrefois, Alphonse Picard, Paris, 1893.